# Seres Group

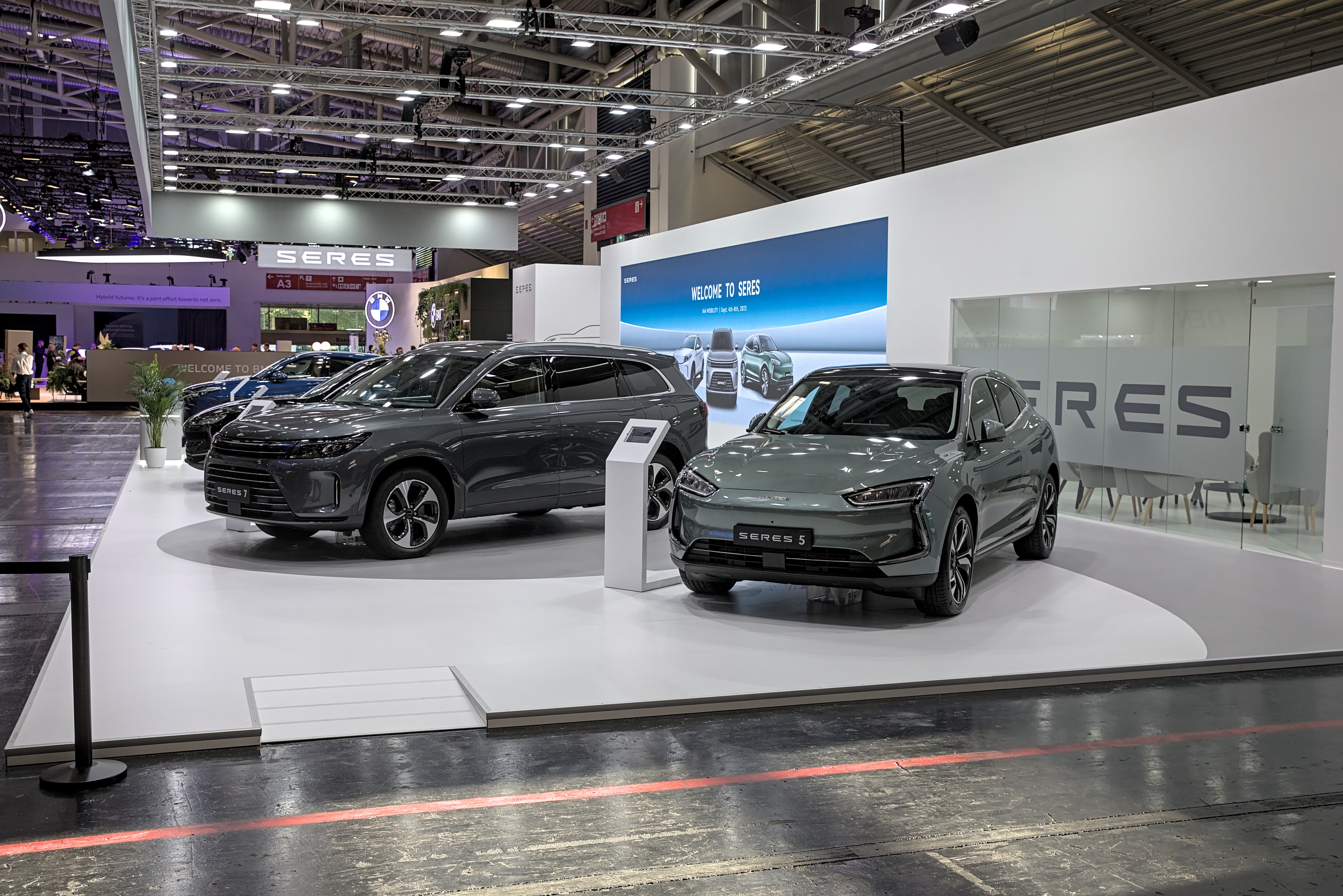
Seres auf der IAA 2023

Seres Group (chinesisch 赛力斯集团股份有限公司) (früher bekannt als Sokon Group oder Chongqing Sokon Industry Group Co., Ltd, chinesisch 重庆小康工业集团股份有限公司) ist ein im September 1986 gegründeter chinesischer Automobilhersteller mit Hauptsitz in Chongqing, Volksrepublik China.

## Beschreibung
Ursprünglich als Hersteller von Komponenten für Haushaltsgeräte und Stoßdämpfer gegründet, produziert das Unternehmen heute Autos, Motorräder und Nutzfahrzeuge sowie Stoßdämpfer und Verbrennungsmotoren. Im Jahr 2022 wurde das Unternehmen von der Sokon Group in die Seres Group umbenannt. Das Unternehmen ist über seine Tochtergesellschaften Seres, Seres Hubei, XGJAO Motorcycle und Yu'an Shock Absorber Company tätig. Die Mitarbeiterzahl liegt über 10.000.
Während chinesische Automobilhersteller entweder in Staats- oder Privatbesitz sind, ist Seres ein börsennotiertes Unternehmen. Zu den Aktionären zählen private Investoren sowie eine lokale Regierungsbehörde und ein staatliches Unternehmen.
Der Name Seres leitet sich vom altgriechischen Wort „Σῆρες“ ab, das „China“ bedeutet.
Die Personenkraftwagen werden unter dem Markennamen Seres angeboten.